# 마이크로바라놉스
마이크로바라놉스(학명:Microvaranops parentis)는 도마뱀목 바라놉스과에 속하는 도마뱀이다. 지금은 멸종된 종으로서 전체적인 몸길이가 2~4m인 거대한 도마뱀에 속한다.

## 특징
마이크로바라놉스는 남아프리카공화국의 아바함스크라아 층에 속하는 중페름산 시냅스과(Microvaranops)이다. 그것은 아마도 수상성이었을 수 있는 마이크로바라놉스 패런티스라는 한 종을 포함한다. 5개의 마이크로바라놉스 표본이 들어 있는 슬래브는 이것이 모여있거나 무리를 지어서 살았음을 나타낸다. 마이크로바라놉스는 바라놉스과에 속하는 도마뱀의 특징인 긴 앞다리와 뒷다리를 가지며 이는 먹이를 사냥할 때에 빠른 달리기의 속력을 낼 수가 있게 하여 매우 효율적이였다. 양턱에는 총 15~25개의 길고 날카로운 톱니 모양의 이빨을 가지고 있다. 먹이로는 당대에 서식했었던 곤충, 절지동물, 무척추동물, 양서류와 같은 먹이를 주로 잡아먹고 살았을 육식성의 도마뱀으로 추정되는 종이다.

## 생존시기와 서식지와 화석의 발견
마이크로바라놉스가 생존했었던 시기는 고생대의 페름기로서 지금으로부터 2억 9000만년전~2억 4500만년전에 생존했었던 종이다. 생존했었던 시기에는 아프리카를 중심으로 하여 당시에 존재했었던 초원, 산림 등에서 주로 서식했었던 종이다. 화석의 발견은 2018년에 남아프리카공화국의 페름기에 형성된 지층에서 아프리카의 고생물학자들에 의하여 처음으로 화석이 발견되어 새롭게 명명된 종이다.

## 같이 보기
- 파충류
- 고생대
- 페름기
- 파충류
- 화석